# Trachyzelotes ravidus
Trachyzelotes ravidus är en spindelart som först beskrevs av Ludwig Carl Christian Koch 1875.  Trachyzelotes ravidus ingår i släktet Trachyzelotes och familjen plattbuksspindlar.
Artens utbredningsområde är Etiopien. Inga underarter finns listade i Catalogue of Life.